# 入試問題殺人事件
『入試問題殺人事件 夫が消えた!! 不安におののく妻と手を振る謎の女』は、TBS系列の『ザ・サスペンス』で1982年5月1日に放映された2時間ドラマ。

## キャスト
- 岩下志麻、秋吉久美子、佐分利信、蟹江敬三、ケーシー高峰、鈴木光枝、中野誠也、本間優二、伊東達広、風見章子、坂本マリ、四元秀一、松本克平、嵯峨善兵、鈴木昭生、小林トシ江、原ひさ子、たうみあきこ、多田幸男、青山恭子、三鈴栄子、沼田爆、中丸信、須永慶、竹内のぶし、志賀沢子、芦沢孝子、及川以造、楠高宣、渡辺美樹、潤じゅん、高橋真三樹、大島宇三郎、堀真一、若駒プロ、高橋レーシングチーム、芸プロ

## スタッフ
- 音楽 - 羽田健太郎
- 脚本 - 池端俊作
- 演出・監督・プロデューサー - 堀川とんこう
- 擬闘 - 國井正廣
- 書道指導 - 林錦洞
- 制作 - TBS